# Fada N’gourma
Fada N’gourma is een stad in Burkina Faso en is de hoofdplaats van de provincie Gourma.
Fada N’gourma telde in 2006 bij de volkstelling 40.815 inwoners.
De stad is sinds 1964 de zetel van het rooms-katholieke bisdom Fada N’Gourma.

## Galerij

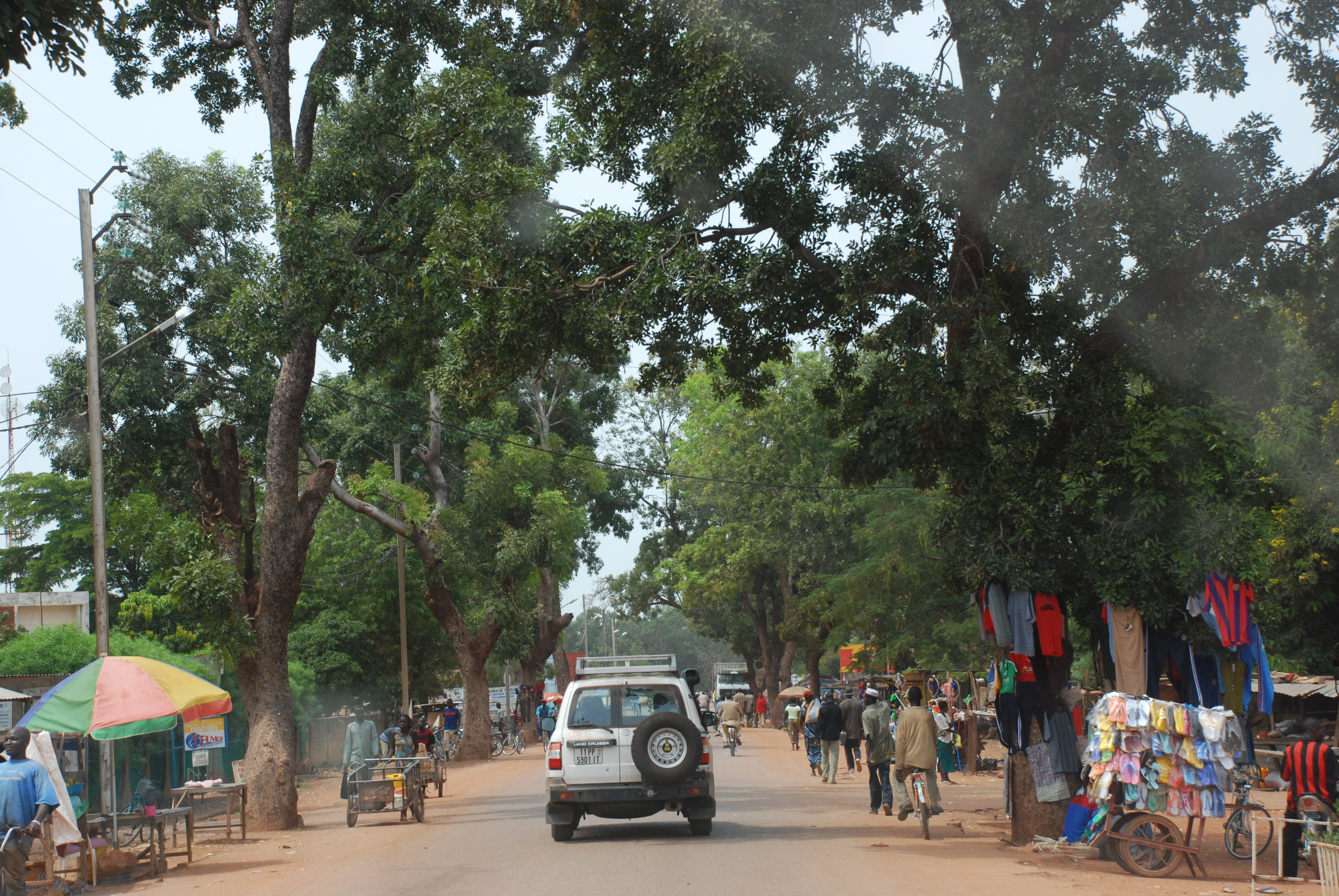
Hoofdstraat
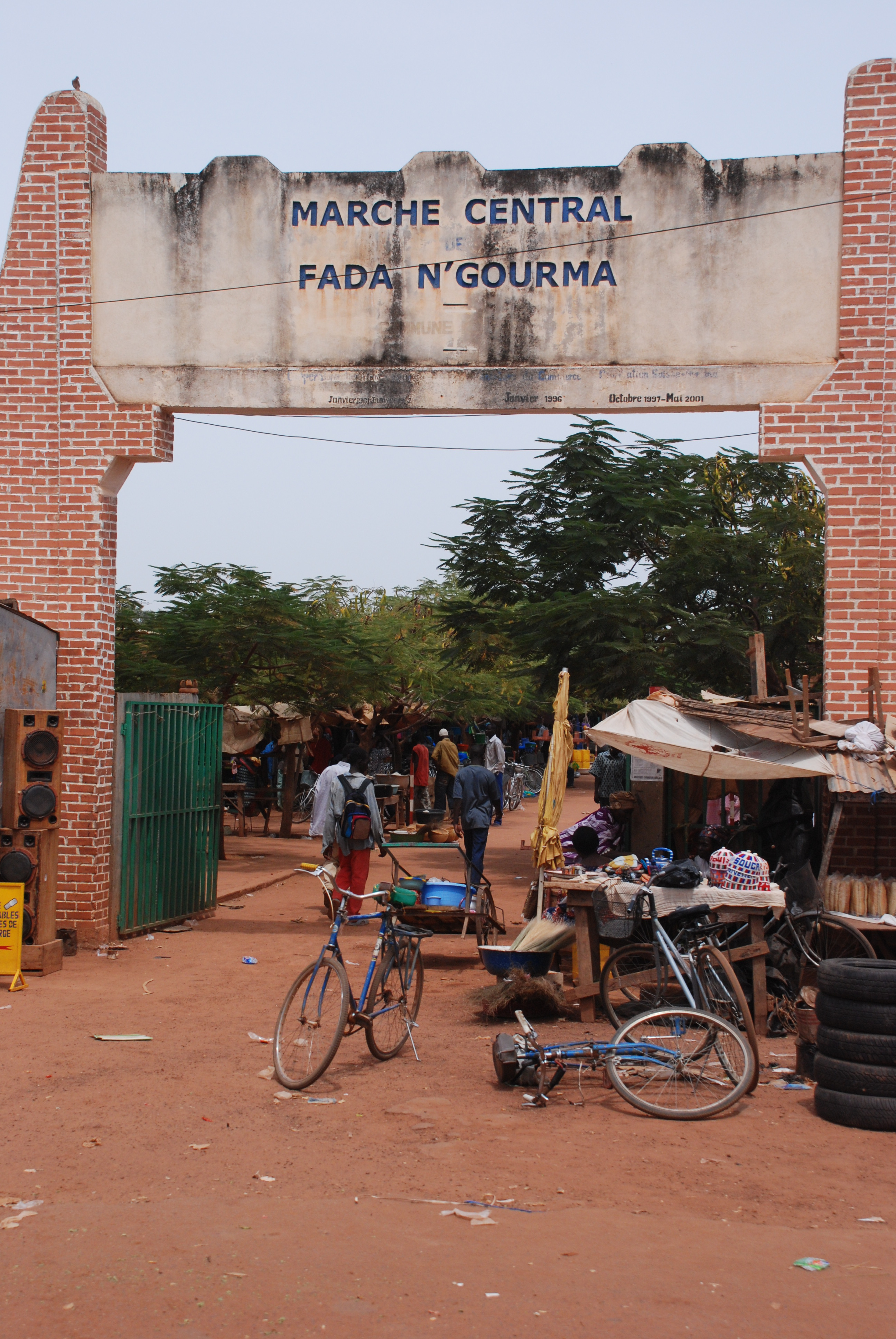
Toegangspoort van de markt
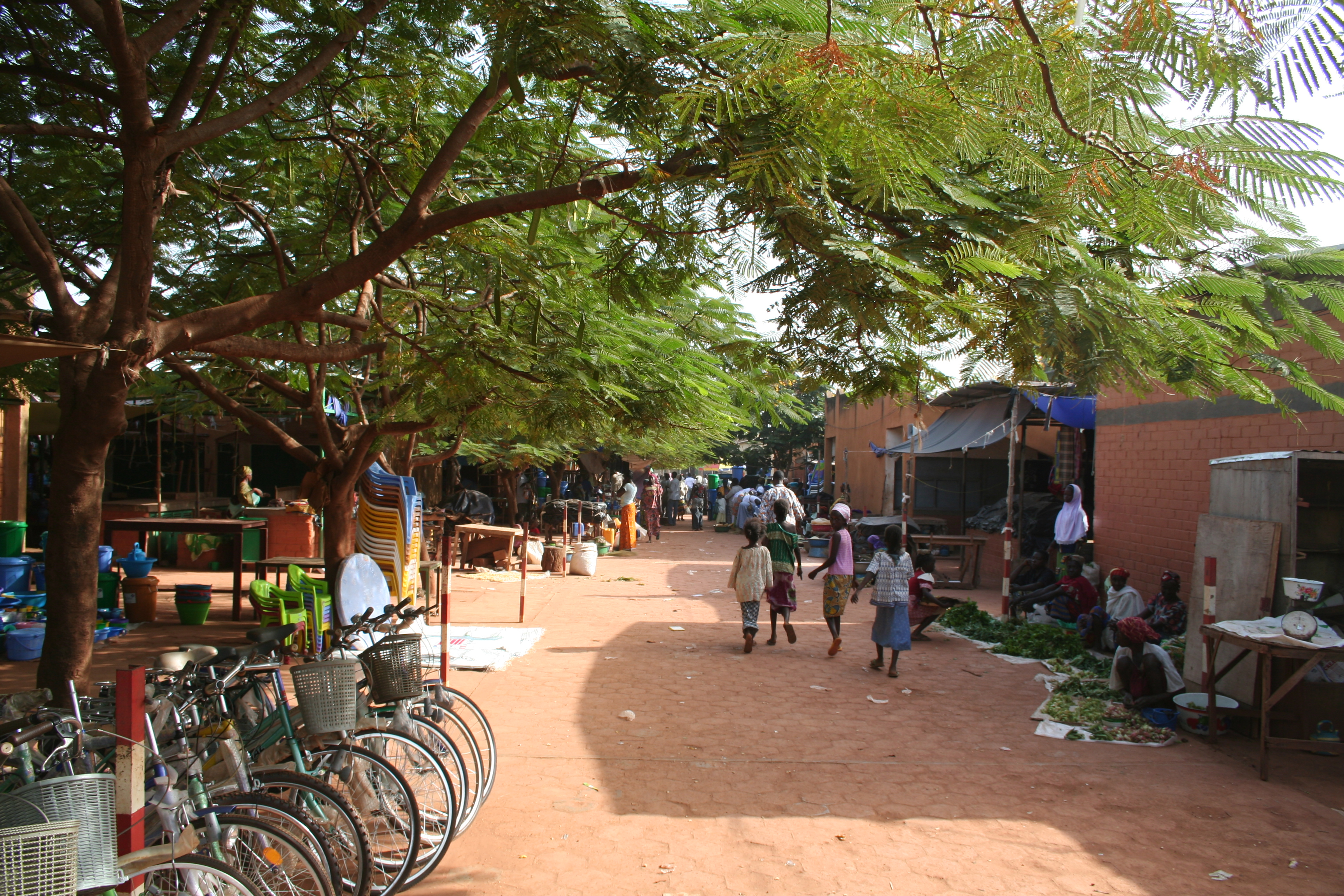
Op de markt
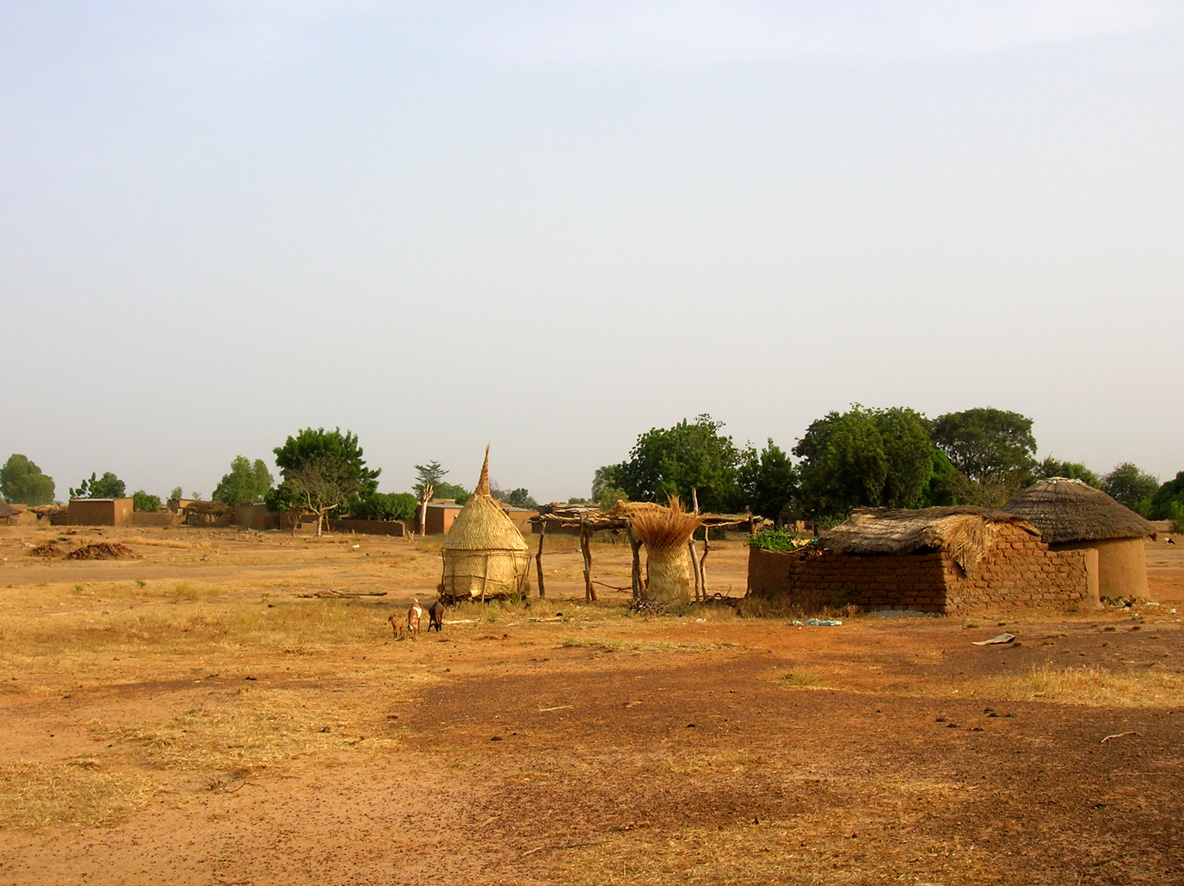
Een buitenwijk (sector 9)